# Markus Wolf
Markus Johannes Wolf, detto Mischa (Hechingen, 19 gennaio 1923 – Berlino, 9 novembre 2006), è stato un agente segreto tedesco-orientale, vicedirettore del Ministero per la Sicurezza di Stato della Repubblica Democratica Tedesca dal 1954 al 1986 nonché fondatore e direttore, per lo stesso organismo, dell'Hauptverwaltung Aufklärung o HVA, deputato a coordinare le attività di spionaggio e di intelligence al di fuori del Paese.

## Biografia
Era figlio del medico e scrittore ebreo Friedrich Wolf e fratello del regista Konrad Wolf. Suo padre era membro del Partito Comunista; dopo la salita al potere di Adolf Hitler, furono costretti a fuggire a Mosca attraverso la Francia. Entrambi furono alloggiati nell'Hotel Lux. Durante il suo esilio moscovita frequentò dapprima la scuola tedesca Karl-Liebknecht-Schule, poi proseguì gli studi in scuole russe. Si iscrisse ai corsi di Ingegneria aeronautica di Mosca, spostati poi ad Alma Ata dopo l'attacco della Germania nazista all'Unione Sovietica. Nel 1942 fu convinto ad iscriversi al Comintern, dove assieme ad altri giovani preparò cospirazioni da perpetuare al di là delle linee nemiche. Lavorò anche come redattore per la Radio del popolo tedesco dopo lo scioglimento del Comintern, dal 1943 al 1945. Dopo la fine delle ostilità fu mandato a Berlino col Gruppo Ulbricht. Lavorò per qualche anno alla SFB, la radio controllata dai sovietici. Come giornalista seguì interamente il celebre Processo di Norimberga in cui furono giudicati i principali leader nazisti. Tra il 1949 e il 1951 lavorò presso l'ambasciata della Germania Est in Unione Sovietica.
Nel 1952 fu chiamato nei servizi segreti della Repubblica Democratica Tedesca. Nel 1953, all'età di 30 anni, fu uno dei fondatori dell'intelligence degli affari esteri alle dipendenze del Ministerium für Staatssicherheit (Ministero della Sicurezza di Stato - conosciuto come Stasi). Diventò così "l'uomo senza volto": nessuno riuscì mai ad ottenere una sua immagine fotografica per 25 anni. 
Noto con il diminutivo russofono di Mischa, è stato spesso considerato l'ispiratore della figura letteraria di Karla, l'ineffabile capo dei servizi d'oltrecortina che si contrapponeva a George Smiley nella saga de La talpa di John le Carré.
Come capo dell'intelligence, Wolf riuscì ad ottenere grandi successi nell'opera di spionaggio, nel governo, nella politica e negli affari riguardanti la Germania Ovest grazie ad un massiccio utilizzo di spie. Tra le sue imprese più riuscite si ricorda quella di piazzare un suo agente, Günter Guillaume, per anni, a fianco del cancelliere tedesco occidentale Willy Brandt in qualità di consigliere, che fu smascherato nel 1974 spingendo Brandt alle dimissioni.
Si ritirò nel 1986, schierandosi con gli oppositori di Honecker, e continuò la redazione del libro del defunto fratello Konrad, pubblicato col titolo Die Troika, nel quale veniva narrata la storia della loro educazione a Mosca negli anni trenta. Per gli abitanti dell'Est egli fu un simbolo che le cose stavano finalmente cambiando: egli infatti sosteneva le politiche di Glasnost' e della Perestrojka perseguite da Michail Gorbačëv. Ha ammesso di aver rifiutato nel 1990 la possibilità che gli fu offerta di cambiare vita e identità, con trasferimento negli Stati Uniti d'America, in cambio dell'identità degli agenti della sua rete spionistica. Fuggì a Mosca alcuni mesi dopo e l'anno seguente si consegnò alle autorità tedesche. 
Venne incarcerato per pochi mesi. Nel 1993 subì il primo processo, nel quale venne emessa una condanna di sei anni per spionaggio e tradimento. Nel 1995 un processo d'appello lo scagionò, poiché aveva agito come organo di uno stato sovrano, ma nel 1997 arrivò una condanna di due anni, sebbene con la sospensione condizionale della pena. 
Wolf morì per cause naturali nella sua casa di Berlino, all'età di 83 anni, il 9 novembre 2006, anniversario della caduta del Muro di Berlino. È seppellito insieme al fratello Konrad nel Memoriale dei Socialisti all'interno del cimitero centrale di Friedrichsfelde a Berlino.